# كأس أمم إفريقيا لهوكي الحقل
كأس أمم أفريقيا لهوكي الحقل هي منافسة قارية للرجال والسيدات لرياضة هوكي الحقل ينظمها الاتحاد الأفريقي لهوكي الحقل.

## رجال
| عام  | المستضيف               |              | النهائي              | النهائي | النهائي       |         | مباراة تحديد المركز الثالث | مباراة تحديد المركز الثالث | مباراة تحديد المركز الثالث |
| عام  | المستضيف               | البطل        | النتيجة              | الوصيف  | المركز الثالث | النتيجة | المركز الرابع              |                            |                            |
| ---- | ---------------------- | ------------ | -------------------- | ------- | ------------- | ------- | -------------------------- | -------------------------- | -------------------------- |
| 1974 | القاهرة، مصر           | غانا         |                      | كينيا   | أوغندا        |         | نيجيريا                    |                            |                            |
| 1983 | القاهرة، مصر           | مصر          |                      | كينيا   | غانا          |         | نيجيريا                    |                            |                            |
| 1989 | بلانتاير، مالاوي       | مصر          |                      | كينيا   | مالاوي        |         | زيمبابوي                   |                            |                            |
| 1993 | نيروبي، كينيا          | جنوب أفريقيا |                      | مصر     | كينيا         |         | زيمبابوي                   |                            |                            |
| 1996 | بريتوريا، جنوب أفريقيا | جنوب أفريقيا |                      | كينيا   | مصر           |         | زيمبابوي                   |                            |                            |
| 2000 | بولاوايو، زيمبابوي     | جنوب أفريقيا | 3–2                  | مصر     | زيمبابوي      | 1–1     | غانا                       |                            |                            |
| 2005 | بريتوريا، جنوب أفريقيا | جنوب أفريقيا | 0–0 (3–2) ضربات جزاء | مصر     | غانا          | 2–0     | نيجيريا                    |                            |                            |
| 2009 | أكرا، غانا             | جنوب أفريقيا | 4–1                  | مصر     | غانا          | 3–2     | نيجيريا                    |                            |                            |
| 2013 | نيروبي، كينيا          |              | جنوب أفريقيا         | 2–0     | مصر           |         | كينيا                      | 4–1                        | غانا                       |

## سيدات
| عام  | المستضيف              |              | النهائي      | النهائي  | النهائي       |                   | مباراة تحديد المركز الثالث | مباراة تحديد المركز الثالث | مباراة تحديد المركز الثالث |
| عام  | المستضيف              | البطل        | النتيجة      | الوصيف   | المركز الثالث | النتيجة           | المركز الرابع              |                            |                            |
| ---- | --------------------- | ------------ | ------------ | -------- | ------------- | ----------------- | -------------------------- | -------------------------- | -------------------------- |
| 1990 | هراري،زيمبابوي        | زيمبابوي     |              | ناميبيا  | كينيا         |                   | زامبيا                     |                            |                            |
| 1994 | بريتوريا،جنوب أفريقيا | جنوب أفريقيا |              | زيمبابوي | ناميبيا       |                   | بوتسوانا                   |                            |                            |
| 1998 | هراري،زيمبابوي        | جنوب أفريقيا | 5–0          | كينيا    | زيمبابوي      |                   | مصر                        |                            |                            |
| 2005 | بريتوريا،جنوب أفريقيا | جنوب أفريقيا | 6–1          | غانا     | ناميبيا       | 2–1 بعد وقت إضافي | نيجيريا                    |                            |                            |
| 2009 | أكرا،غانا             | جنوب أفريقيا | 5–1          | غانا     | نيجيريا       | 4–1               | مصر                        |                            |                            |
| 2013 | نيروبي،كينيا          |              | جنوب أفريقيا | 3–2      | غانا          |                   | كينيا                      | 11–0                       | تنزانيا                    |